# Carlo Musitano
Carlo Musitano (Castrovillari, Calabria; 1635-1714) fue un médico y sacerdote italiano que se dedicó  a la ginecología y al tratamiento de las enfermedades de transmisión sexual (De Lue Venerea. Lib. IV. Nápoles, 1689).

## Biografía
Nacido en Castrovillari, descendiente de una noble familia romana, establecida en la localidad en el año 1658. Sus padres fueron Scipione Musitano y Laura Pugliese.
Fue uno de los médicos más célebres en el siglo XVII. Desde joven dio muestras de un talento precoz, y a los diez años tenía fama de ser un consumado latinista. Cuando más adelante emprendió estudios de filosofía, refutó a los peripatéticos, pensamiento que dominaba entonces las universidades, y buscó principios de filosofía más sólidos en otras corrientes, que empezaban a afloran en aquellos tiempos.
Se ordenó sacerdote a los 34 años, y se trasladó a Nápoles, donde cursó estudios de medicina, contando entre sus profesores a Tommaso Cornelio, Leonardo di Capua y a Sebastiano Bartoli. En poco tiempo adquirió grandes conocimientos de medicina, y su fama se extendió, no solo como médico, por no admitir retribución alguna, e incluso ayudar económicamente a sus pacientes. Aunque ello provocó que sus detractores intentasen impedirle el ejercicio de la medicina, aduciendo la incompatibilidad con el estado eclesiástico. Pero el papa Clemente IX le autorizó para que continuara ejerciendo esta profesión. 
En el año de 1698 se retiró del ejercicio de la medicina. Falleció en 1714, a la edad de ochenta años.

## Obras
Sus obras se imprimieron separadamente, hasta su publicación en 1716, en Ginebra. Esta edición, en dos tomos contiene, el primero las siguientes de sus obras:
- Trutina medica et Pyretologia, sive tractatus de febribus;
- De morbis mulierum tractatus;
- De morbis infantium et puerorum liber unicus;
- Pyrotechnia sophica rerum naturalium;
- Ad Hadriani a Mynsicht thesaurum et armamentarium medico-chymicum Mantissa, etc.

Y el segundo:
- Trutina chirurgico-physica de tumoribus præter naturam;
- Trutina chirurgico-physica de ulceribus;
- Trutina chirurgico-physica de vulneribus;
- Trutina chirurgico-physica de lue venerea;
- Tractatus de luxationibus et fracturis, etc.

La Chirurgia de Musitano (1698) fue traducida al español por el doctor Martín José de Izuriaga y Ezpeleta y publicada en Pamplona en cuatro tomos (1741-1748).